# Saison 2023-2024 du Stade de Reims
Chronologie
Saison précédente Saison suivante
La saison 2023-2024 du Stade de Reims est la 39e saison du club en Ligue 1. Le club est engagé dans deux compétitions : la Ligue 1 et la Coupe de France.

## Avant-saison

### Tableau des transferts
| Nom                  | Nationalité   | Poste             | Transfert       | Provenance/Destination | Division       |
| -------------------- | ------------- | ----------------- | --------------- | ---------------------- | -------------- |
| Arrivées             |               |                   |                 |                        |                |
| Oumar Diakité        | Côte d'Ivoire | Attaquant         | 2,50 M€         | RB Salzbourg           | Bundesliga     |
| Amine Salama         | France        | Attaquant         | 4 M€            | Angers SCO             | Ligue 2        |
| Joseph Okumu         | Kenya         | Défenseur         | 12 M€           | KAA La Gantoise        | Jupiler Pro    |
| Teddy Teuma          | Malte         | Milieu de terrain | 3 M€            | Union saint-gilloise   | Jupiler Pro    |
| Reda Khadra          | Allemagne     | Milieu de terrain | 1,90 M€         | Brighton & Hove Albion | Premier League |
| Josh Wilson-Esbrand  | Angleterre    | Arrière gauche    | Prêt            | Manchester City        | Premier League |
| Keito Nakamura       | Japon         | Ailier gauche     | 12 M€           | LASK                   | Bundesliga     |
| Mohamed Daramy       | Danemark      | Ailier            | 17 M€           | Ajax Amsterdam         | Eredivisie     |
| Départs              |               |                   |                 |                        |                |
| Folarin Balogun      | États-Unis    | Attaquant         | Fin de prêt     | Arsenal Football Club  | Premier League |
| Bradley Locko        | France        | Arrière gauche    | 500 K€          | Stade brestois         | Ligue 1        |
| Andrew Gravillon     | France        | Défenseur central | 2,50 M€         | Adana Demirspor        | Süper Lig      |
| Dion Lopy            | Sénégal       | Milieu de terrain | 6,50 M€         | UD Almería             | LaLiga         |
| Arber Zeneli         | Kosovo        | Attaquant         | Transfert       | Adana Demirspor        | Süper Lig      |
| Mitchell van Bergen  | Pays-Bas      | Attaquant         | 1 M€            | FC Twente              | Eredivisie     |
| Florent Duparchy     | France        | Gardien           | Transfert Libre | EA Guingamp            | Ligue 2        |
| Kamory Doumbia       | Mali          | Milieu de terrain | Départ en prêt  | Stade brestois 29      | Ligue 1        |
| Jens Cajuste         | Suède         | Milieu de terrain | 12 M€           | SSC Napoli             | Serie A        |
| Rafik Guitane        | France        | Attaquant         | 250 K€          | Estoril-Praia          | Liga Portugal  |
| Valon Berisha        | Kosovo        | Milieu de terrain | Fin de contrat  | -                      | -              |
| Martin Adeline       | France        | Milieu de terrain | Départ en prêt  | FC Annecy              | Ligue 2        |
| Kaj Sierhuis         | Pays-Bas      | Attaquant         | 500 K€          | Fortuna Sittard        | Eredivisie     |
| Alexis Flips         | France        | Attaquant         | 3,50 M€         | RSC Anderlecht         | Division 1A    |
| N'Dri Philippe Koffi | Côte d'Ivoire | Attaquant         | Transfert Libre | FC Sochaux             | National       |

| Nom                | Nationalité | Poste             | Transfert       | Provenance/Destination      | Division  |
| ------------------ | ----------- | ----------------- | --------------- | --------------------------- | --------- |
| Arrivées           |             |                   |                 |                             |           |
| Thérence Koudou    | France      | Défenseur         | Fin de prêt     | Pau FC                      | Ligue 2   |
| Sergio Akieme      | Espagne     | Défenseur         | 10 M€           | UD Almeria                  | LaLiga    |
| Benjamin Stambouli | France      | Milieu de terrain | Transfert Libre | Adana Demirspor             | Super Lig |
| Départs            |             |                   |                 |                             |           |
| Azor Matusiwa      | Pays-Bas    | Milieu de terrain | 20 M€           | Stade rennais Football Club | Ligue 1   |
| Amine Salama       | France      | Attaquant         | Départ en prêt  | Stade Malherbe Caen         | Ligue 2   |

## Effectif actuel
Le premier tableau liste l'effectif professionnel du Stade de Reims pour la saison 2023-2024. Le second recense les prêts effectués par le club lors de cette même saison.
En grisé, les sélections de joueurs internationaux chez les jeunes mais n'ayant jamais été appelés aux échelons supérieurs une fois l'âge-limite dépassé ou les joueurs ayant pris leur retraite internationale.